# Sindicat de Dibuixants Professionals de Catalunya
L'any 1936 es crea el Sindicat de Dibuixants Professionals per tal d'aconseguir certes millores laborals entre els membres d'aquesta professió. La principal reivindicació era la de poder cobrar drets d'autor per la publicació repetida dels seus dibuixos, un fet, el de la repetició, que era molt freqüent a la premsa de l'època. Es tractava d'una entitat sense vinculació a cap partit polític, i tot i així no va sobreviure al franquisme. El sindicat comptava amb 1800 afiliats i va tenir una activitat fonamental durant la Guerra Civil, quan produí cartells de propaganda i coordinà la publicació de periòdics i revistes que, d'altra manera, haurien desaparegut. Durant la Guerra Civil, la UGT encarregà al Sindicat de Dibuixants la realització de la revista l'Esquella de la Torratxa fins a l'any 1939, una publicació satírica que defensava les idees progressistes i atacava el feixisme, on treballaran dibuixants i escriptors del nivell de Pere Calders, Tísner o Josep Escobar. Aquest sindicat va desaparèixer amb l'adveniment del Règim franquista l'any 1939. Altres membres del sindicat van ser Josep Altimira i Miramon (Oxymel), Helios Gómez, Jacint Bofarull i Foraster (Gripau), Francesc Nel·lo i Ventosa i Josep Bartolí i Guiu.